# Santa Marinella Basket
L'U.S.D. Santa Marinella Basket è una società di pallacanestro femminile di Santa Marinella, in provincia di Roma.

## Storia
Nel 2001, allenata da Giuseppe Russo, è stata promossa in Serie A2 sotto la presidenza di Massimo Baraldi. Nella stagione 2002-03 è giunta ultima nel Girone B ed è retrocessa.
Nel 2007 ha festeggiato i quarant'anni di attività ospitando l'amichevole tra Virtus Roma e Benacquista. Attualmente disputa la serie A2 femminile.
L'U.S.D. Santa Marinella è l'unica società laziale a vantare l'onore di avere ospitato le Final Eight di Coppa Italia di Serie B. Infatti tra il 6 e il 9 gennaio 2012 le otto squadre qualificate a tali finali si sono sfidate al Pala De Angelis. Santa Marinella, dopo aver battuto Reggio Emilia ai quarti e Crema in semifinale, è stata sconfitta dalla Reyer Venezia Mestre Femminile in finale.
Francesca Bolognesi, pivot della squadra tirrenica, è stata votata come migliore giocatrice della Coppa. A Giulia Scaramuzza, playmaker veneziana, è andato il titolo di migliore giovane della competizione.

## Stagione 2012/2013

### Roster
| N° | Naz.              | Ruolo | Sportivo                    | Anno |  |  |
| -- | ----------------- | ----- | --------------------------- | ---- |  |  |
| 6  | Italia (bandiera) | PG    | Elena Russo                 | 1988 |  |  |
| 8  | Italia (bandiera) | PG    | Elisa Del Vecchio           | 1989 |  |  |
| 13 | Italia (bandiera) | AP    | Federica Ballirano          | 1995 |  |  |
| 14 | Italia (bandiera) | AP    | Alice Sabatini              | 1996 |  |  |
| 18 | Italia (bandiera) | AP    | Roberta Romitelli           | 1991 |  |  |
| 20 | Italia (bandiera) | PG    | Silvia Vicomandi            | 1986 |  |  |
| 21 | Italia (bandiera) | AG    | Claudia Maggi               | 1988 |  |  |
| 35 | Italia (bandiera) | PG    | Benedetta Antonini          | 1996 |  |  |
|    | Italia (bandiera) | AP    | Biscarini Marianna          | 1984 |  |  |
|    | Italia (bandiera) | C     | Gelfusa Laura               | 1979 |  |  |
|    | Italia (bandiera) | AP    | Benedetti Michelangeli Sara | 1997 |  |  |
|    | Italia (bandiera) | PG    | Pagliocca Federica          | 1997 |  |  |
|    | Italia (bandiera) | C     | Rogani Elisa                | 1997 |  |  |

Aggiornato al 20 settembre 2012

### Staff tecnico
- Allenatore:  Daniele Precetti
- Assistente:  Giorgio Russo

### Dirigenza
- Presidente: Massimo Baraldi
- Vicepresidente: Renato Catinari
- General Manager: Giuseppe Russo
- Team Manager: Elena Amalfitano